# Hobart (Washington)
Hobart is een plaats (census-designated place) in de Amerikaanse staat Washington, en valt bestuurlijk gezien onder King County.

## Demografie
Bij de volkstelling in 2000 werd het aantal inwoners vastgesteld op 6251.

## Geografie
Volgens het United States Census Bureau beslaat de plaats een oppervlakte van
48,6 km², waarvan 48,3 km² land en 0,3 km² water. Hobart ligt op ongeveer 159 m boven zeeniveau.

## Plaatsen in de nabije omgeving
De onderstaande figuur toont nabijgelegen plaatsen in een straal van 12 km rond Hobart.